# 田中茉理花
田中 茉理花（たなか まりか、3月12日 - ）は、日本の女性声優。埼玉県出身。フリー、業務提携 スタジオJumo・サウンドチームユンカース預かり。以前はRME、イエローテイルに所属していた。血液型はA型。身長156cm。

## 出演

### テレビアニメ
- 天体戦士サンレッド（2009年、ともみ）
- 剣王朝（2018年、娘[1]、嫣紅[2]）
- TO BE HEROINE（2018年、ボウイチ）
- ノブナガ先生の幼な妻（2019年、星ヶ丘友里[3]）

### ゲーム
2007年
- メガゾーン23 青いガーランド（荒井みら）

2013年
- サウザンドメモリーズ（濡翼の水巻シエラ / 花精の双棍士リケット）

2014年
- 限界凸記 モエロクロニクル (ベヒモス / ウィルオウィスプ)

2015年
- KLAP!! 〜Kind Love And Punish〜（美作夏樹）
- メザマシフェスティバル 〜夢喰いと目覚まし屋〜
- 限界凸起 モエロクリスタル (ベヒモス / ウィルオウィスプ)
- ビーナスイレブンびびっど！（ネネム）
- BAD APPLE WARS

2017年
- 蝶々事件ラブソディック

2018年
- 忍び、恋うつつ－万花彩絵巻－
- 天涯ニ舞ウ、粋ナ花
- ピオフィオーレの晩鐘（エレナ・クローチェ）
- 感染×少女（黒神ほとり）
- ファイブキングダム（イースティン）

### ドラマCD
- 蝶々事件ラブソディック　ドラマＣＤ　愛しき君と館にて(猫)
- ぼくたちと駐在さんの700日戦争 part.2（2009年）

### 吹き替え
- 凹凸世界-日本語版-（裁判ロボット)
- ショウダウン-不死身の弾丸-(キキ)
- バトル・プレイヤー1
- カニバル・レザーフェイス(サム)
- 死霊のえじき:Bloodline(リリー)
- リベレイター 南米一の英雄 シモン・ボリバル（2018年、ファニー / 主人公ボリバルの子供時代[8]）
- 激動ヨーロッパ戦線 〜ファシズム、ムッソリーニの野望〜（2007年）※テレビ映画
- 地上最大のショウ[9]※日本語吹替版PDDVDにのみ収録の新録
- ドラゴン特攻隊（リリー〈ブリジット・リン〉[10]）※2012年発売日本語吹替版DVD以降全ソフト収録の新録

### ラジオドラマ
- 文化放送『メガゾーン23 ON RADIO ザ・エクステンドストーリー』 （2007年）

### テレビドラマ
- フジテレビ 「金曜エンタテイメント ペット探偵の事件簿」（2004年）

### 舞台
- AKATSUKI project 〜3rd IMPACT〜「夜明けの晩に・・・」下北沢「劇」小劇場
- AKATSUKI project 〜2nd IMPACT〜「*恋 華*」 ひつじ座
- AKATSUKI project 〜1st IMPACT〜「ときどきスタッカート♪」 BC WORLD
- 劇団民話芸術座 「おけさのひょう六」
- 劇団民話芸術座 「寝太郎物語」
- 「寄せ鍋〜だまされたと思って食ってみろ!」
- お笑いライブ 実験的プロデュースコントライブ「僕ら、お口にあいますでしょうか?」 ルースター・ノース・サイド
- GERA sixライブ「Live in the Live」 欽こん館
- Lit Klatch リーディングシアター03「リカバリ-Recovery-」(2010年12月4日・5日、Studio Cube326 ARC)

### その他
- 川崎フロンターレ オリジナルアニメ （2008年 - 、フーラン）[注 1]